# Die längsten Finger hat Madame
Die längsten Finger hat Madame (Originaltitel: La notte è fatta per… rubare, Alternativtitel: Hilfe, die Erbschleicher kommen und Die Nacht ist… zum Stehlen da) ist eine italienisch-spanische Kriminalkomödie aus dem Jahr 1967 von Giorgio Capitani. Das Drehbuch verfassten Marcello Fondato und Antonio Navarro Linares. Die Hauptrollen sind mit Catherine Spaak, Philippe Leroy, Gastone Moschin und José Calvo besetzt. Die Uraufführung des Films erfolgte am 1. September 1967 in Mailand. In der Bundesrepublik Deutschland hatte er seine Premiere am 26. Juli 1968.

## Handlung
Der alte Juwelier Chevalier von Monte Carlo macht einen Hechtsprung in das wunderbare Mittelmeer und – taucht nie wieder auf. Er hinterlässt einen kostbaren Besitz, außerdem eine junge Witwe, einen Neffen in Geldnöten und drei alte Tanten, kurz gesagt: eine Erbengemeinschaft, in der Neid und Missgunst üppige Blüten treiben.
Aber bevor der Juwelier das Zeitliche segnet, tut er etwas, was die Situation ganz erheblich erschwert: Er kauft einen sozusagen unknackbaren Panzerschrank, den sichersten Safe der Welt. An einem solch sicheren Safe können allerdings die Versicherungsgesellschaften nicht interessiert sein, weil sich sonst niemand mehr bei ihnen versichert, die Geldschrankknacker ebenfalls nicht, weil sie sonst brotlos zu werden drohen. Auf der anderen Seite unternimmt die Produktionsfirma des Tresors alles, um ihr Erzeugnis populär zu machen. Deshalb jagt in diesem Film jede Interessengruppe die andere: die Herstellerfirma die Gangster und umgekehrt, die Versicherungsgesellschaften die alten Tanten, die wiederum die Polizei und umgekehrt, der Neffe die Witwe, die Witwe den Neffen und so weiter. Das Ende ist offen.

## Kritiken
Der Evangelische Film-Beobachter fasst seine Kritik wie folgt zusammen: „Ein technisch durchschnittlich gemachtes, quirliges Gaunerstück, bei dem die Menge der Einfälle stärker beeindruckt als deren Qualität.“ Das Lexikon des internationalen Films bezeichnet den Streifen als weitgehend schwunglosen „Kriminalfilm, dessen satirische Ansätze von der einfallslosen Regie kaum genutzt werden“.